# Александър Пенев
Александър Тодоров Пенев е български офицер, генерал-майор.

## Биография
Александър Пенев е роден на 14 декември 1879 г. в Шумен. През 1901 г. завършва Военното училище в София. Служи в 19-и пехотен шуменски полк и 8-и пехотен пехотен приморски полк. През 1904 г. е произведен в чин поручик, а на 15 октомври 1908 г. в чин капитан.
По време на Първата световна война (1915 – 1918) капитан Пенев командва дружина от 42-ри пехотен полк, като 14 август 1916 г. е произведен в чин майор. Като майор и дружинен командир на полка през 1918 г. „за бойни отличия и заслуги във войната“ е награден с Военен орден „За храброст“ IV степен, 1 клас, , която награда е потвърдена съгласно заповед № 355 по Министерството на войната.
На 1 април 1919 г. е произведен в чин подполковник . По-късно командва 2-ра пехотна искърска дружина. На 11 февруари 1923 г. поема командването на 5-а пехотна дунавска дружина, на която длъжност е до 8 април 1924 година. На 6 май 1924 г. е произведен в чин полковник. По-късно служи като помощник-началник на 6-а пехотна бдинска дивизия. След това е началник на 5-а пехотна дунавска дивизия, след което командва 8-и пехотен приморски полк, началник на 4-та пехотна преславска дивизия и през 1928 г. отново е назначен за началник на 5-а пехотна дунавска дивизия. На 31 октомври 1930 г. е произведен в чин генерал-майор.
През 1934 г. генерал-майор Пенев е назначен за началник на канцелария в Министерството на войната. Същата година излиза в запас и се установява в гр. Русе.
По информация на неговата внучка Емилия Ангелова, доцент от Русенския университет „А. Кънчев“, той участва, като командир на рота, капитан, в състава на 7-и пехотен преславски полк в битката за Тутракан. Архивите на генерала са предадени от нея на Историческия музей в гр. Тутракан през 2003 г. Като командир на 5-и пехотен дунавски полк той взема участие в Деветоюнския преврат през 1923 г. Ръководството на Военния съюз поверява подготовката на преврата в Русе на един от най-доверените хора на генерал Иван Вълков – майор Димитър Порков. Според предварителния план превземането на русенския гарнизон е поверено на подполковник Александър Пенев и майор Стефан Йонов. На тях се пада задачата да неутрализират началника на гарнизона и командир на 5-а пехотна дунавска дивизия полковник Константин Соларов, който не е привърженик на земеделското управление, но и не споделя идеята за въвличането на войската в политическите борби. Генерал Александър Пенев е последният Председател на дружеството на СЗО гр. Русе в гр. Русе в периода 1940 – 1944 г. и на Общата федерация на запасното войнство в града до неговото закриване от новата власт след 9 септември 1944 г.
Александър Пенев е женен и има 2 деца.

## Военни звания
- Подпоручик (1901)
- Поручик (1904)
- Капитан (15 октомври 1908)
- Майор (14 август 1916)
- Подполковник (1 април 1919)
- Полковник (6 май 1924)
- Генерал-майор (31 октомври 1930)